# O Quinto Poder (telessérie)
O Quinto Poder é uma série de Televisão Portuguesa, produzida pela ProImage 7 e exibida pela Rede Record Europa em 2008 tem 24 capítulos. É da autoria de Nuno Ribeiro com a colaboração de Cristiano van Zeller, com direcção de actores de Mário Raínho, realização de Cadu Salles e  edição de Énio Mota.

## Story Line
Durante as Cruzadas, os templários contactaram com outras sociedades secretas, o que lhes permitiu acederem a conhecimentos esotéricos e alquímicos, nomeadamente uma fórmula de manipulação da matéria que possibilita a criação de energia nuclear de forma rápida e pouco dispendiosa. Com a extinção da Ordem do Templo, a fórmula secreta foi guardada em lugar seguro em Tomar, pela Ordem de Cristo, sua sucessora, e mais tarde pela Ordem do Quinto Império.
O conhecimento da existência da fórmula foi mantida em segredo pelos grão-mestres de cada Ordem, sendo comunicado por via oral ao grão-mestre seguinte ou, em caso de morte prematura deste, era guardado num cofre que só poderia ser acedido pelo grão-mestre sucedâneo. Nos últimos vinte anos o segredo da existência daquela fórmula tem sido mantida na posse do grão-mestre, Gonçalo Henriques, só que este começou a ser perseguido pelo líder da Confraria do Sol Negro, Fernando Cortez, pai de Adolfo Cortez. O grão-mestre acabou mesmo por ser atacado por Fernando Cortez e após uma luta violenta, acabou por matar o líder da confraria. Então, há 17 anos, preocupado com a segurança do segredo e com uma filha recém-nascida nos braços, o grão-mestre decidiu colocar a filha, de forma incógnita, numa familia da sua confiança (família Bayol) e com um anel onde se encontra a chave sobre a localização da fórmula.
Dezassete anos depois, Adolfo Cortez descobriu a existência do segredo e mandou raptar Gonçalo Henriques durante uma deslocação ao estrangeiro. O grão mestre foi torturado e assassinado e, quando o novo grão-mestre, Miguel Bettencourt, o patriarca da família Bettencourt, abre o cofre à espera de encontrar a chave do segredo, depara-se apenas com um manuscrito que contém uma mensagem enigmática. A solução para o enigma encontra-se agora na posse de Inês Bayol.

## Elenco

### Personagens principais
- Jorge Oliveira - Miguel Bettencourt
- Nuno Guerreiro - João Bettencourt
- Vitor Ennes - Pedro Bettencourt
- Sarah Nordin - Cristina Bettencourt
- Pedro Calvinho - Pierre Bayol
- Alice Pires - Genevieve Bayol
- Inês Oneto - Inês Bayol
- Marcello Ferreira - Rodrigo Salvador
- Cristina Basílio - Sara Alves
- Adérito Lopes - Diogo Vasconcelos
- Rute Miranda - Magda Vasconcelos
- João Arouca - Jerónimo Monteiro
- Hélio Pestana - Paulo Monteiro
- Rafaela Covas - Vera Monteiro
- Inês Vaz - Guida Monteiro
- Marco de Gois - Adolfo Cortez
- Daniela Faria - Mónica Cortez
- Helena Salazar - Verónica Corte-Real
- Nicola Zaccarini - Francesco Zaccarini
- Jorge Picotto - António Carriço
- Paulo Manso - Ricardo Fernandes
- Erica Aguilar - Martina Murphy
- Ana Murinello - Rita Melo
- Josué Batista - Fernando (PJ)
- Eric Santos - Carlos (PJ)

### As crianças
- Patrícia Franco - Ana Bettencourt
- Arthur Bruel - Joãozinho Bettencourt
- Inês Ferreira - Cátia Cortez
- Flávio Silva - Bernardo Cortez

### Participações especiais
- Peter Michael .... Jornalista
- Ulisses Ceia - Vítor (colega do Diogo Vasconcelos)
- Sandra Cóias
- Rita Egídio

## Banda sonora
- Ménito Ramos.

## Curiosidades
- A série está a ser rodada desde Maio de 2007, em Portugal, mais propriamente em Cascais e Tomar. O fim da rodagem está previsto para Março de 2008.
- É a 1ª série portuguesa a ser exibida pela Rede Record.
- O logotipo da série foi feito por um estagiário na PROIMAGE7, cujo nome é Rodrigo Rezende, brasileiro, residente em Portugal.

## Fonte
Página da ProImage 7 / O Quinto Poder[ligação inativa]